# Apterogyna
Apterogyna is een geslacht van vliesvleugelige insecten van de familie Bradynobaenidae.

## Soorten
- A. dorsostriata Andre, 1898
- A. lateritia Morawitz, 1890
- A. mlokosewitzi Radoszkowski, 1880
- A. volgensis Panfilov, 1954